# Grupo Planeta
Planeta Corporación, S.R.L., в бизнесе Grupo Planeta — испанская медиагруппа, базирующаяся в Барселоне. Компания работает в Испании, Португалии, Франции и Латинской Америке.

## История
Компания была основана под названием Editorial Planeta в 1949 году. Основателем компании является Хосе Лара Эрнандес. С 1952 компания предоставляет литературную премию «Planeta», которая вручается ежегодно 15 октября в Барселоне и по своему значению уступает лишь Нобелевской премии по литературе
Planeta владеет более 70 издательскими домами по всему миру. Она издает газету «La Razón». Кроме того, издательская группа работает в области коллекционирования, обучения, прямого маркетинга, дистанционного обучения и аудиовизуальных средств массовой информации.
С покупкой Editis в 2009 году, она стала одним из крупнейших издателей в мире, более чем с 1 млрд долларов выручки за год. Как в 2013-м, так и в 2014 годах компания занимала 8-е место среди крупнейших книжных издательств мира.

## Некоторые издательства
- Editorial Planeta
- Ediciones Destino (исп.)
- Emecé Editories
- Editis
  - Le Robert
  - Plon
- Planeta DeAgostini
- Planeya Junior
- Seix Barral